# Harmony ne compte pas pour du beurre
Harmony ne compte pas pour du beurre est le 9e épisode de la saison 5 de la série télévisée Angel.

## Synopsis
Harmony déprime car, malgré tous ses efforts pour s'intégrer, elle est ignorée par Angel et les autres secrétaires ne lui adressent pas la parole. Spike décide de partir pour l'Europe rejoindre Buffy et fait ses adieux à l'équipe alors qu'Angel et Gunn tentent de négocier un traité de paix entre deux tribus de démons ennemies. Harmony se fait réprimander par Angel à la moindre occasion mais Fred vient la réconforter et les deux jeunes femmes vont boire un verre après le travail. Fred persuade Harmony d'aborder un jeune homme au bar et, le lendemain matin, Harmony se réveille à côté de lui et constate qu'il est mort et qu'il porte à son cou la marque de la morsure d'un vampire. Elle essaie de se débarrasser du corps mais il est vite retrouvé et il s'avère que cet homme était le traducteur de chez Wolfram & Hart chargé de faire l'intermédiaire entre les deux tribus de démons. 
Bien qu'elle n'ait plus de souvenirs de sa nuit, Harmony est convaincue qu'elle est innocente de ce meurtre et, quand Fred lui dit qu'elle est positive au test de sang humain, Harmony l'assomme et part chercher qui lui a tendu un piège. Alors que les deux tribus de démons exigent un sacrifice pour reprendre les négociations, une secrétaire nommée Tamika s'avère être la responsable car elle veut prendre la place d'Harmony. Les deux vampires commencent à se battre dans tout l'immeuble et font irruption dans la salle de réunion où les deux tribus de démons sont prêtes à se faire la guerre sous les yeux impuissants d'Angel et de Gunn. Harmony finit par tuer Tamika sur la table de réunion et les démons s'estiment satisfaits de ce sacrifice. Harmony conserve son poste et, le soir même, Spike revient à Los Angeles car il préfère que Buffy garde l'image de lui en train de se sacrifier pour sauver le monde.

## Statut particulier
Cet épisode dans la veine comique est centré sur Harmony. Carley Tauchert, du site Den of Geek, le classe à la 7e place des meilleurs épisodes de la série. Noel Murray, du site A.V. Club, écrit qu'il a globalement apprécié cet épisode parfaitement représentatif de l'une des principales caractéristiques des séries de Joss Whedon : « elles sont peuplées de personnages secondaires colorés et amusants avec suffisamment de fond et d'excentricité pour porter un épisode ou deux sur leurs seules épaules ». La BBC évoque une « petite comédie » rafraichissante et portée par une Mercedes McNab particulièrement à son avantage durant toute la saison, regrettant par contre que l'épisode soit « unidimensionnel », car une petite note menaçante l'aurait rendu plus satisfaisant encore. Alexandra Jones, du site Critically Touched, lui donne la note de D+, avouant que cet épisode est son « plaisir coupable » car elle apprécie le « brillant talent comique de Mercedes McNab » et « prend réellement du plaisir à le regarder » tout en sachant que l'intrigue est « absurde et presque délibérément mauvaise » et que l'épisode n'a « quasiment rien à voir avec les événements qui le précèdent et le suivent ».

## Distribution

### Acteurs et actrices crédités au générique
- David Boreanaz : Angel
- James Marsters : Spike
- J. August Richards : Charles Gunn
- Amy Acker : Winifred Burkle
- Andy Hallett : Lorne
- Alexis Denisof : Wesley Wyndam-Pryce

### Acteurs et actrices crédités en début d'épisode
- Mercedes McNab : Harmony Kendall
- Danielle Nicolet : Tamika